# Савинське лісництво
Савинське лісництво (рос. Савинское лесничество) — присілок в Людиновському районі Калузької області Російської Федерації.
Населення становить 17 осіб. Входить до складу муніципального утворення Присілок Маніно.

## Історія
Від 2004 року входить до складу муніципального утворення Присілок Маніно.

## Населення
1. Н/Д[2]